# Liste der Monuments historiques in Louroux-Bourbonnais
Die Liste der Monuments historiques in Louroux-Bourbonnais führt die Monuments historiques in der französischen Gemeinde Louroux-Bourbonnais auf.

## Liste der Bauwerke
| Bezeichnung      | Beschreibung                  | Standort                 | Kennzeichnung | Schutzstatus | Datum | Bild           |
| ---------------- | ----------------------------- | ------------------------ | ------------- | ------------ | ----- | -------------- |
| Kreuz            | Erbaut im 16. Jahrhundert     | Place de l’Église (Lage) | PA00093140    | Classé       | 1928  | weitere Bilder |
| Kirche St-Martin | Erbaut im 11./12. Jahrhundert | (Lage)                   | PA00093141    | Inscrit      | 1926  | weitere Bilder |